# Orthetrum angustiventre
Orthetrum angustiventre – gatunek ważki z rodziny ważkowatych (Libellulidae).